# Ticarcilline
La ticarcilline est une carboxypénicilline employée en combinaison avec l'acide clavulanique. Elle a le même spectre qu'une combinaison très semblable, l'amoxicilline avec acide clavulanique, à la différence qu'elle est faible contre les entérocoques mais efficace contre le Stenotrophomonas, une redoutable bactérie multi-résistante contre laquelle très peu de traitements sont disponibles.
La combinaison ticarcilline-acide clavulanique s'administre par voie intraveineuse seulement.